# Tame & Maffay 2
Tame & Maffay 2 ist ein Kollaborationsalbum der beiden Künstler Johnny Tame und Peter Maffay, das 1979 als Sequal des zwei Jahre zuvor  durchgeführten gemeinsamen Projekts Tame & Maffay erschien. Das Album ist dem Country-Rock zuzuordnen.

## Musikstil
Die Songs unterscheiden sich stilistisch nicht sonderlich von denen, die die beiden 1977 aufgenommen haben. Sie sind vielleicht eine Spur eingängiger, sie bleiben leichter im Ohr hängen, die klassische Rockmusik ist etwas deutlicher hörbar als auf dem Vorgänger.

## Coverartwork
Das Album zeigt ein Foto der beiden Protagonisten des Albums im Western-Look.

## Titelliste
Die Lieder wurden von Peter Maffay (1 bis 4, 6 bis 12), Johnny Tame (1 bis 4, 6 bis 12) und Willi Meyer (5) komponiert.
1. All We Need – 2:50
2. Stop Feeling Blue – 2:57
3. I Ain’t Got a Dime – 3:24
4. But I Found You – 3:31
5. Don’t Try to Run – 3:01
6. Victory (Can Give What Love Has Taken) – 6:07
7. Groovy Fire – 4:54
8. Alright – 3:19
9. Let Me Have Another Day – 3:34
10. Welcome Brother – 3:05
11. Hard Times – 3:25
12. Left My Home – 4:02

## Singleauskopplungen
- 12/1979: Victory (Can Give What Love Has Taken)[2]

## Charts und Chartplatzierungen
| ChartsChartplatzierungen | Höchstplatzierung | Wochen |
| ------------------------ | ----------------- | ------ |
| Deutschland (GfK)        | 16 (22 Wo.)       | 22     |